# 郊區高地 (伊利諾伊州)
郊區高地（英語：Suburban Heights）是位於美國伊利諾伊州馬里昂縣的一個非建制地區。該地的面積和人口皆未知。

## 地理
郊區高地的座標為38°31′48″N 89°09′00″W / 38.53000°N 89.15000°W，而該地的平均海拔高度為170米（即558英尺）。